# (11457) Hitomikobayashi
(11457) Hitomikobayashi est un astéroïde de la ceinture principale.

## Description
(11457) Hitomikobayashi est un astéroïde de la ceinture principale. Il fut découvert le 1er mars 1981 à l'observatoire de Siding Spring par Schelte J. Bus. Il présente une orbite caractérisée par un demi-grand axe de 2,29 UA, une excentricité de 0,13 et une inclinaison de 5,1° par rapport à l'écliptique.